# Atletisme als Jocs Olímpics d'Estiu de 1912 - llançament de pes a dues mans masculí

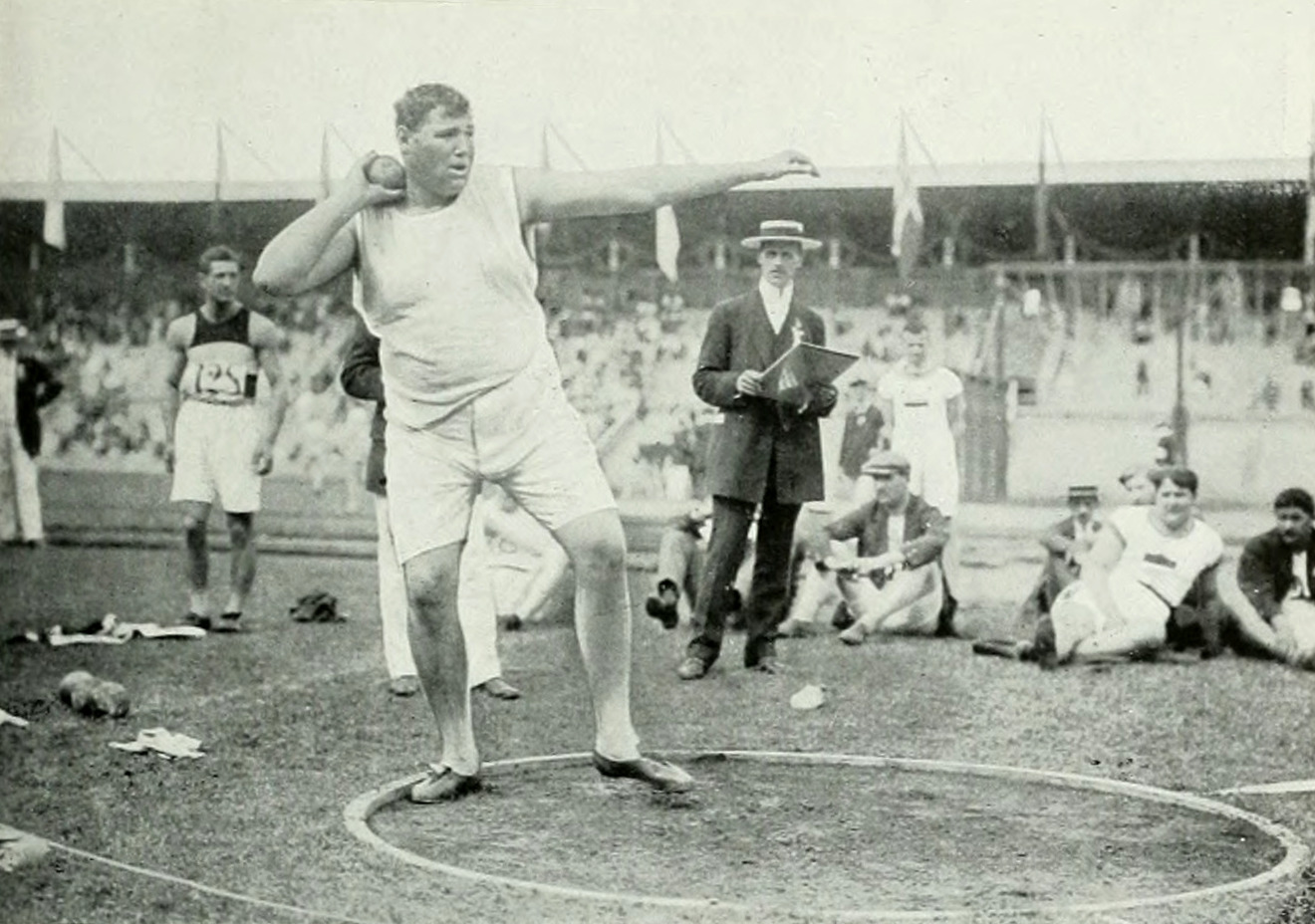
Imatge de Ralph Rose en la prova de llançament de pes, on guanyà la medalla d'argent i que en la.prova de dues mans guanyà la medalla d'or.

El llançament de pes a dues mans masculí va ser una de les proves del programa d'atletisme disputades durant els Jocs Olímpics d'Estocolm de 1912. Aquesta va ser la primera i única vegada que es disputava aquesta competició en uns Jocs Olímpics.
El format de la prova era que cada llançador tirava el pes tres vegades amb la seva mà dreta i tres vegades amb la mà esquerra. La millor distància amb cada mà se sumen per donar un total. Els tres finalistes van rebre la possibilitat d'efectuar tres llançaments més amb cada mà. La competició es va disputar el dijous 11 de juliol i hi van prendre part 7 atletes de 4 nacions diferents.

## Medallistes
| Or               | Plata                  | Bronze                |
| Ralph Rose (USA) | Patrick McDonald (USA) | Elmer Niklander (FIN) |

## Resultats
Els quatre primers classificats foren els mateixos que en la prova habitual de llançament de pes, tot i que en un ordre diferent. McDonald, que havia guanyat la prova amb una sola mà, no va ser capaç de superar a Rose. El bon paper de Niklander en la ronda preliminar li va permetre passar a la ronda final i que acabés el tercer després dels tres llançaments de millora.
| Pos. | Atleta                 | Ronda preliminar | Ronda preliminar | Ronda preliminar | Ronda preliminar | Ronda preliminar | Final | Final | Final | Millor marca total |  |
| Pos. | Atleta                 | 1                | 2                | 3                | Total            | Pos.             | 4     | 5     | 6     | Millor marca total |  |
| ---- | ---------------------- | ---------------- | ---------------- | ---------------- | ---------------- | ---------------- | ----- | ----- | ----- | ------------------ |  |
| 1    | Ralph Rose (USA)       | 15.11            | —                | 15.23            | 26.50            | 2n               | 14.78 | —     | 15.10 | 27.70              |  |
| 1    | Ralph Rose (USA)       | 11.04            | 11.19            | 11.27            | 26.50            | 2n               | 11.34 | 11.65 | 12.47 | 27.70              |  |
| 2    | Patrick McDonald (USA) | 14.24            | —                | —                | 25.09            | 3r               | 15.08 | —     | —     | 27.53              |  |
| 2    | Patrick McDonald (USA) | 11.37            | 11.74            | 11.85            | 25.09            | 3r               | 11.79 | 12.29 | 12.45 | 27.53              |  |
| 3    | Elmer Niklander (FIN)  | 14.24            | —                | —                | 26.67            | 1r               | 13.55 | —     | 14.71 | 27.14              |  |
| 3    | Elmer Niklander (FIN)  | 11.84            | —                | 12.43            | 26.67            | 1r               | 12.42 | —     | —     | 27.14              |  |
|      |                        |                  |                  |                  |                  |                  |       |       |       |                    |  |
| 4    | Lawrence Whitney (USA) | 13.48            | —                | —                | 24.09            | 4t               |       |       |       | 24.09              |  |
| 4    | Lawrence Whitney (USA) | 10.61            | —                | —                | 24.09            | 4t               |       |       |       | 24.09              |  |
| 5    | Einar Nilsson (SWE)    | 12.52            | —                | —                | 23.37            | 5è               | 23.37 |       |       |                    |  |
| 5    | Einar Nilsson (SWE)    | 10.05            | 10.85            | —                | 23.37            | 5è               | 23.37 |       |       |                    |  |
| 6    | Paavo Aho (FIN)        | 12.54            | 12.72            | —                | 23.30            | 6è               | 23.30 |       |       |                    |  |
| 6    | Paavo Aho (FIN)        | 10.25            | 10.29            | 10.58            | 23.30            | 6è               | 23.30 |       |       |                    |  |
| 7    | Mgirdiç Migiryan (TUR) | —                | 10.85            | —                | 19.78            | 7è               | 19.78 |       |       |                    |  |
| 7    | Mgirdiç Migiryan (TUR) | 8.93             | —                | —                | 19.78            | 7è               | 19.78 |       |       |                    |  |